# 伊夫雷亚边疆区
伊夫雷亚边疆区（義大利語：Marca d'Ivrea）是9世纪至11世纪意大利王国西北部的边境伯国，首都为伊夫雷亚（位于今日的皮埃蒙特大区），由勃艮第的安斯卡家族（Anscarids）的藩侯控制。此边疆区为意大利与法兰克间的主要边境，用来抵御来自该国的任何干扰。

## 历史
887年加洛林王朝国王胖子查理（Charles the Fat）被他的侄子克恩顿的阿努尔夫（Arnulf of Carinthia）废黜后，意大利的王权被安罗奇家族（Unruochings）的贝伦加尔一世（Berengar I）夺得，他从米兰主教安塞尔姆二世（Anselm II）得到鐵王冠，东法兰克国王阿努尔夫进攻意大利试图夺得王位，贝伦加尔一世选择，导致其与意大利贵族产生不和。他们支持雄心勃勃的公爵圭多三世（Guy III），其刚刚未能在西法兰克继承胖子查理的王位，但在安塞尔姆二世以及教宗斯德望五世（Stephen V）的支持下，圭多三世击败了贝伦加尔一世，于889年在帕维亚成为意大利国王。
圭多三世于888年为其附庸安斯卡一世（Anscar I）创建了伊夫雷亚边疆区。当圭多三世试图夺取西法兰克王位失败时，安斯卡一世和他的亲戚就是他的支持者中的一员。边疆区最初包括了今皮埃蒙特大区以及利古里亚大区的阿奎泰尔梅、阿尔巴、阿斯蒂、布雷多洛、奥瑞艾特、都灵、伊夫雷亚、韦尔切利、蓬比亚、斯塔佐纳、布尔加罗格拉索、洛梅洛、萨沃纳以及文蒂米利亚。安斯卡一世一直是圭多三世及其儿子斯波莱托的兰伯特二世（Lambert of Italy）的支持者，即便894年克恩顿的阿努尔夫在教宗福慕（Formosus）的请求下再次入侵意大利时也是如此。但896年兰伯特二世被阿努尔夫废黜后，安斯卡一世转向支持他的对手贝伦加尔一世，后者在899年阿努尔夫去世后巩固了自己在意大利的统治。902年，安斯卡一世将自己的领土伊夫雷亚边疆区交给了他的儿子阿达尔伯特一世（Adalbert I），阿达尔伯特一世随后迎娶了贝伦加尔一世的女儿吉塞拉（Gisela）。
但阿达尔伯特一世与他的岳父关系并不好：他与托斯卡纳藩侯阿达尔伯特二世（Adalbert II）一起支持贝伦加尔一世的对手，博索尼德王朝的瞎子路易（Louis the Blind）。在瞎子路易被击败后，阿达尔伯特一世不得不从他的边疆区逃至普罗旺斯附近，此后再次与上勃艮第国王鲁道夫二世（Rudolph II）联合，并最终于923年的菲伦佐拉战役中将贝伦加尔一世击败。甚至在926年鲁道夫二世不得不将意大利让给意大利的雨果（Hugh of Italy）之后，安斯卡家族的财富在10世纪中期时依旧在增长，家族中的一些藩侯甚至成为了意大利国王。但到了11世纪早期藩侯的位置出现了空缺，而康拉德二世（Conrad II）并没有任命新的藩侯。

## 藩侯列表
- 安斯卡一世（英语：Anscar I of Ivrea）（Anscar I，888年 - 902年）
- 阿达尔伯特一世（英语：Adalbert I of Ivrea）（Adalbert I，902年 - 929年）
- 安斯卡二世（英语：Anscar of Spoleto）（Anscar II，929年 - 936年）
- 贝伦加尔二世（Berengar II，936年 - 957年）
- 伊夫雷亚的圭多（Guy of Ivrea，957年 - 965年）
- 意大利的阿达尔伯特（Adalbert of Italy，965年 - 970年）
- 伊夫雷亚的康拉德（Conrad of Ivrea，970年 - 约990年）
- 伊夫雷亚的阿尔杜因（Arduin of Ivrea，约990年 - 1014年）